# (3705) Hotellasilla
(3705) Hotellasilla est un astéroïde de la ceinture principale.

## Description
(3705) Hotellasilla est un astéroïde de la ceinture principale. Il fut découvert le 4 mars 1984 à La Silla par Henri Debehogne. Il présente une orbite caractérisée par un demi-grand axe de 3,13 UA, une excentricité de 0,17 et une inclinaison de 1,4° par rapport à l'écliptique.

## Compléments